# Sour Girl
Sour Girl è un singolo del gruppo musicale statunitense Stone Temple Pilots, pubblicato il 16 aprile 2000 come secondo estratto dal quarto album in studio No. 4.

## Descrizione
Il testo del brano è stato composto dal frontman Scott Weiland ispirandosi al suo primo matrimonio con Janina Castaneda, la quale era infelice quando era con lui e spensierata e allegra senza di lui.
Weiland e Castenada finirono per divorziare nel 2000, lo stesso anno in cui Weiland si sposò di nuovo con la modella Mary Forsberg. Nell'apparizione dei VHM Storytellers Weiland ritenne Sour Girl uno dei migliori brani mai composti dal gruppo.

## Video musicale
Mentre Weiland compose la maggior parte delle canzoni di No. 4 mentre era detenuto in prigione per questioni legate alla droga. In questo periodo divenne fan del telefilm Buffy l'ammazzavampiri. Weiland iniziò inoltre ad innamorarsi della protagonista del telefilm Sarah Michelle Gellar. Al momento di realizzare il video di Sour Girl, Weiland chiese la partecipazione della Gellar nel video.
Il video di Sour Girl si svolge in uno sfondo utopistico ed enigmatico. Inizia con un'atmosfera cupa in cui Scott Weiland inizia a cantare e vede Sarah Michelle Gellar apparire inizialmente nelle vesti di una ragazza gothic, che interpreta il suo angelo custode. Più tardi, la Gellar, in vesti normali, interpreta l'amante di Weiland e l'atmosfera, da cupa, diviene irradiata dal sole e infine i due si scambiano effusioni e ballano abbracciati. 
Il video fu diretto da David Slade.

## Tracce
1. Sour Girl (Album Version) – 4:16
2. Sex & Violence (Live) – 3:15
3. Sour Girl (Live) – 5:00